# Teste de McNemar
Em estatística, o teste de McNemar é um teste estatístico utilizado em dados nominais pareados. Ele é aplicado para tabelas de contingência 2 × 2 com um traço dicotômico, com pares de indivíduos correspondentes, para determinar as linhas e colunas onde as frequências marginais são iguais (isto é, se há uma "homogeneidade marginal"). É nomeado após Quinn McNemar, que o introduziu em 1947.
Uma aplicação do teste em Genética é o teste de desequilíbrio de transmissão para detecção de desequilíbrio de ligação.

## Definição
O teste é aplicado a uma tabela de contingência 2 × 2, que apresenta os resultados de dois testes em uma amostra de n indivíduos, como segue:
|                  | Teste 2 positivo | Teste 2 negativo | Total da linha |
| Teste 1 positivo | a                | b                | a + b          |
| Teste 1 negativo | c                | d                | c + d          |
| Total da coluna  | a + c            | b + d            | n              |

A hipótese nula de homogeneidade marginal indica que as duas probabilidades marginais para cada resultado são as mesmas, isto é, pa + pb = pa + pc e pc + pd = pb + pd.
Assim, a hipótese nula e a hipótese alternativa são
{\displaystyle {\begin{aligned}H_{0}&:~p_{b}=p_{c}\\H_{1}&:~p_{b}\neq p_{c}\end{aligned}}}
Aqui pa, pb, pc e pd indicam as probabilidades teóricas de ocorrências nas células com o rótulo correspondente.
O teste estatístico de McNemar é:
{\displaystyle \chi ^{2}={(b-c)^{2} \over b+c}.}
Sob a hipótese nula, com um número suficientemente grande de discordantes (células b e c), {\displaystyle \chi ^{2}} tem uma distribuição qui-quadrado com 1 grau de liberdade. Se o resultado de {\displaystyle \chi ^{2}} é significativo, isto fornece evidências suficientes para rejeitar a hipótese nula em favor da hipótese alternativa, isto é, que pb ≠ pc. O que significa que as proporções marginais são significativamente diferentes umas das outras.

### Variações
Se tanto b ou c forem pequenos (b + c < 25), então {\displaystyle \chi ^{2}} não se aproxima bem pela distribuição qui-quadrado. Um teste binomial exato pode então ser usado, onde b é comparado com uma distribuição binomial com parâmetro n = b + c e p = 0.5. De fato, o teste binomial exato avalia o desequilíbrio nos discordantes b e c. Para atingir um P-valor de dois lados, o P-valor do extremo da cauda deve ser multiplicado por 2:
{\displaystyle {\text{P-valor exato}}=2\sum _{i=b}^{n}{n \choose i}0.5^{i}(1-0.5)^{n-i}}
que é simplesmente o dobro da função de distribuição acumulada da distribuição binomial com p = 0,5 e n = b + c.
Edwards  propôs a seguinte versão corrigida de continuidade do teste de McNemar para aproximar o P-valor da binomial:
{\displaystyle \chi ^{2}={(|b-c|-1)^{2} \over b+c}.}
O teste meio-P de McNemar (teste meio-P binomial) é calculado subtraindo-se a metade a probabilidade do b observado do P-valor exato de um lado, então dobrado para obter o meio-P-valor de dois lados::
{\displaystyle {\text{meio-P-valor}}=2\left(\sum _{i=0}^{b}{n \choose i}0.5^{i}(1-0.5)^{n-i}-0.5{n \choose b}0.5^{b}(1-0.5)^{n-b}\right)}
Isto é equivalente a:
{\displaystyle {\text{meio-P-valor}}={\text{P-valor exato}}-{n \choose b}0.5^{b}(1-0.5)^{n-b}}
onde o segundo termo é a função massa de probabilidade da distribuição binomial e n = b + c. Felizmente, as funções da distribuição binomial estão disponíveis em pacotes comuns de software e o teste meio-P de McNemar pode ser facilmente calculado.
O conselho tradicional tem sido usar o teste binomial exato quando b + c < 25. No entanto, as simulações tem mostrado ambos, o teste binomial exato e o teste de McNemar, com correção de continuidade sendo excessivamente conservadora. Quando b + c < 6, o P-valor exato sempre excede o nível de significância comum de 0,05.. O teste de McNemar original é mais poderoso, porém às vezes muito liberal. A versão meio-P é quase tão poderosa quanto o teste assintótico de McNemar e não excede o nível de significância nominal.

## Exemplos
No primeiro exemplo, um pesquisador tenta determinar se um medicamento tem um efeito sobre uma determinada doença. As contagens de indivíduos encontram-se na tabela, com o diagnóstico (doença: presente ou ausente), antes do tratamento dado nas linhas, e o diagnóstico após o tratamento nas colunas. O teste requer os mesmos indivíduos a serem testados nas medições do antes e depois (pares combinados).
|                 | Depois: presente | Depois: ausente | Total da linha |
| Antes: presente | 101              | 121             | 222            |
| Antes: ausente  | 59               | 33              | 92             |
| Total da coluna | 160              | 154             | 314            |

Neste exemplo, a hipótese nula de "homogeneidade marginal" significaria que não houve efeito no tratamento. A partir dos dados acima, a estatística do teste de McNemar
{\displaystyle \chi ^{2}={(121-59)^{2} \over {121+59}}}
tem o valor 21.35, o que é extremamente improvável para formar a distribuição descrita na hipótese nula (P < 0.001). Assim, o teste fornece fortes evidências para rejeitar a hipótese nula de nenhum efeito no tratamento.
Um segundo exemplo ilustra as diferenças entre o teste de McNemar e suas alternativas. A tabela de dados é formatada como antes, com diferentes números em suas células:
|                 | Depois: presente | Depois: ausente | Total da linha |
| Antes: presente | 59               | 6               | 65             |
| Antes: ausente  | 16               | 80              | 96             |
| Total da coluna | 75               | 86              | 161            |

Com estes dados, o tamanho da amostra (161 pacientes) não é pequeno, no entanto, os resultados do uso do teste de McNemar e outras alternativas são diferentes. O teste binomial exato dá P = 0.053 e o teste de McNemar com a correção de continuidade dá {\displaystyle \chi ^{2}} = 3.68 e P = 0.055. O teste assintótico do teste de McNemar dá {\displaystyle \chi ^{2}} = 4.55 e P = 0.033 e o teste meio-P de McNemar dá P = 0.035. Tanto o do teste de McNemar e a alternativa meio-P fornecem evidências mais fortes para uma associação estatisticamente significante do efeito do tratamento neste segundo exemplo.

## Discussão
Uma observação interessante quando se está interpretando o teste de McNemar é que os elementos da diagonal principal não contribuem para a decisão sobre onde (no exemplo acima) condições pré ou pós-tratamento são mais favoráveis. Assim, a soma b + c pode ser pequena e o poder estatístico dos testes descritos acima pode ser baixo, mesmo que o número de pares a + b + c + d seja grande (veja o segundo exemplo acima).
Uma extensão do teste de McNemar existe nas situações em que a não necessariamente a independência se mantém entre os pares; em vez disso, há grupos de dados pareados, onde os pares em um agrupamento pode não ser independente, mas a independência se mantém entre diferentes agrupamentos. Um exemplo é analisar a eficácia de um procedimento odontológico; neste caso, um par corresponde ao tratamento de um dente em particular em pacientes que podem ter múltiplos dentes tratados; a eficácia do tratamento de dois dentes no mesmo paciente não é provável de ser independente, mas o tratamento de dois dentes em pacientes distintos é mais provável de ser independente.

### Informações no pares
John Rice escreveu:
85 pacientes de Hodgkin [...] tinham um irmão ou irmã do mesmo sexo
que estava livre da doença e cuja idade era de cerca de 5 anos da idade do paciente. Esses pesquisadores apresentaram a seguinte tabela:
{\displaystyle }
Eles calcularam uma estatística qui-quadrado [...] [eles] tinham cometido um erro em sua análise, ignorando os emparelhamentos.[...] [suas] amostras não eram independentes, porque os irmãos estavam emparelhados [...] nós montamos uma tabela que apresenta os emparelhamentos:
{\displaystyle }
É nessa segunda tabela que o teste de McNemar pode ser aplicado. Observe que a soma dos números na segunda tabela é 85 - o número de pares de irmãos - considerando que a soma dos números na primeira tabela é duas vezes esse valor, 170 - número de indivíduos. A segunda tabela fornece mais informações do que a primeira. Os números da primeira tabela podem ser encontrados usando os números na segunda tabela, mas isso não é recíproco. Os números da primeira tabela dão apenas os totais marginais do números na segunda tabela.

## Testes relacionados
- O teste de sinal binomial dá um teste exato para o teste de McNemar.
- O teste Q de Cochran é uma extensão do teste de McNemar para mais do que dois "tratamentos".
- O teste exato de Liddell é uma alternativa do teste de McNemar.[9][10]
- O teste de Stuart-Maxwell é uma generalização diferente do teste de McNemar, utilizado para o teste de homogeneidade marginal em uma tabela quadrada com mais de duas linhas/colunas.[11][12][13]
- O teste de Bhapkar (1996) é uma alternativa mais poderosa para o teste Stuart–Maxwell,[14][15] mas tende a ser liberal. Alternativas competitivas para os métodos existentes estão disponíveis.[16]
- O teste de Cochran-Mantel-Haenszel é uma generalização do uso do teste de McNemar para quando os pares forem substituídos por estratos de tamanho arbitrário.